# Balzan
Balzan ili Ħal-Balzan je selo u središtu Malte. Zajedno s mjestima Attard i Lija čini takozvana Tri sela. Ovo je prije bilo vrlo malo mjesto s nekoliko domaćinstava, ali je s vremenom naraslo i u 17. stoljeću postalo župa. U Balzanu danas živi blizu četiri tisuće stanovnika.
Kao i Attard i Lija, Balzan je popularno mjesto za život bogatijim Maltežanima. Župna crkva izgrađena sredinom 17. stoljeća, posvećena je Uznesenju Djevice Marije.

## Glavne ulice u gradu
- Triq Wied Ħal-Balzan (Balzan Valley Road)
- Triq Cauchi (Cauchi Street)
- Triq Micallef (Micallef Street)
- Triq L`isqof Giovanni Balaguer (Balaguer Street)
- Triq Ġużè Bonnici
- Triq il-Kbira (Main Street)
- Triq L-Imdina (Mdina Road)
- Pjazza B.Fenech (B.Fenech Square)
- Triq Birbal (Birbal Street)
- Triq il-Ferrovija l-Qadima (Old Railway Road)
- Triq il-Kannizata
- Vjal De Paule (De Paule Avenue)

- Engleski nazivi u zagradama

## Vanjske poveznice
- Lokalno vijeće